# Tournachon Peak
Der Tournachon Peak ist ein 860 m hoher Berg an der Danco-Küste des westantarktischen Grahamlands. Er ragt südlich des Spring Point und der Brialmont-Bucht auf.
Luftaufnahmen der Falkland Islands and Dependencies Aerial Survey Expedition aus den Jahren von 1956 bis 1957 dienten dem Falkland Islands Dependencies Survey der Kartierung. Das UK Antarctic Place-Names Committee benannte den Berg 1960 nach dem französischen Fotografen Gaspard-Félix Tournachon, besser bekannt unter seinem Pseudonym Nadar (1820–1910), der 1858 die ersten Luftaufnahmen aus einem Fesselballon erstellt und diese für eine Kartierung vorgeschlagen hatte.